# Bernardo Salviati

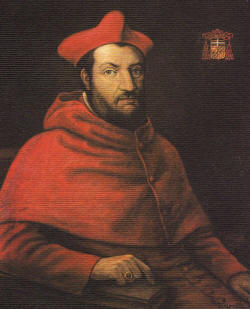
Kardinal Bernardo Salviati (1561)

Bernardo Salviati (* 1508 in Florenz; † 6. Mai 1568 in Rom) war ein Kardinal der katholischen Kirche.

## Herkunft und Familie
Bernardo Salviati aus dem Florentiner Adelsgeschlecht Salviati war ein jüngerer Sohn von Jacopo Salviati und dessen Ehefrau Lucrezia de’ Medici, der ältesten Tochter von Lorenzo il Magnifico. Bernardos älterer Bruder war der Kardinal Giovanni Salviati (1490–1553), seine Schwester war Maria Salviati (1499–1543), die Giovanni dalle Bande Nere heiratete und die Mutter Cosimos I., des ersten Großherzogs der Toskana, wurde. Weitere Neffen Bernardo Salviatis waren der spätere Papst Leo XI. und der 1583 zum Kardinal erhobene Antonmaria Salviati. Die Brüder seiner Mutter waren Papst Leo X., Piero de’ Medici, Herrscher von Florenz (1492–1494), und Giuliano di Lorenzo de’ Medici, Herzog von Nemours.

## Leben
Bernardo Salviati wurde von der Medici-Familie für die kirchliche Laufbahn bestimmt. Er war zunächst Bischof von Saint-Papoul (Département Aude, Frankreich), danach Administrator des Bistums Clermont (Département Puy-de-Dôme, Frankreich) und wurde am 26. Februar 1561 durch Papst Pius IV. zum Kardinal erhoben. 1566 erhielt er als Titelkirche Santa Prisca.
Salviati widersetzte sich im Juli 1537 der Machtübernahme Cosimos I. in Florenz. Deswegen führte er gemeinsam mit Piero Strozzi, einem Urenkel Lorenzos des Prächtigen, ein Heer von florentinischen Republikanern, welches aus 4000 Mann Infanterie und 300 Reitern bestand und durch französische Truppen unterstützt wurde, gegen den 1. Herzog der Toskana. Cosimo I. gelang es jedoch, ein Heer aus toskanischen, spanischen und kaiserlichen Truppen rechtzeitig aufzustellen, das am 1. August 1537 unter dem Kommando des Feldherren Alessandro Vitelli die republikanischen Truppen bei Prato vernichtend schlug.
Bernardo Salviati war General der Galeeren des Souveränen Malteserordens und von 1525 bis 1563 Großprior des Großpriorates von Rom des Malteserordens.